# Myrichthys aspetocheiros
Myrichthys aspetocheiros è un pesce della famiglia Ophichthidae, diffuso nell'Oceano pacifico centro-orientale.

## Descrizione
Ha un corpo serpentiforme maculato, schiacciato ai lati, lungo 52 cm con una pinna dorsale e una pinna anale molto lunghe. Il muso è conico e corto. Le aperture branchiali sono ai lati della testa.

## Distribuzione e habitat
Vive nei substrati sabbiosi del Messico, della Costa Rica e del Panama a una profondità di 44–64 m.